# パルケ・ダス・ナソンイス地区

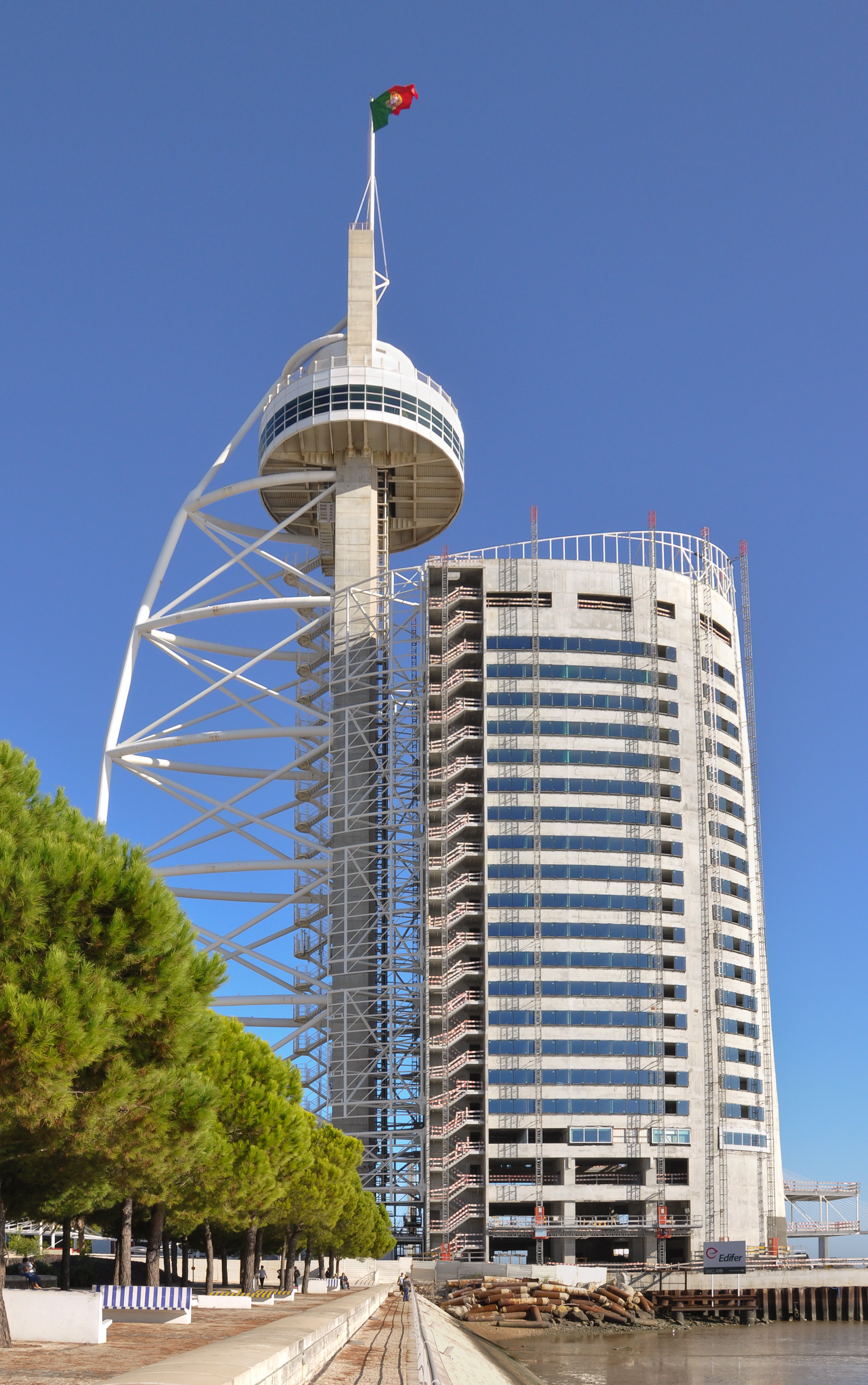
ヴァスコ・ダ・ガマ タワー

パルケ・ダス・ナソンイス地区またはパルケ・ダス・ナソエス（ポルトガル語: Parque das Nações）は、ポルトガルの首都リスボンのフレギジーア（Freguesia、行政区）。日本語で国際公園地区と表記されることもあるこの地区は、1998年に開催されたリスボン国際博覧会の跡地を中心に開発されたオフィス街や商業施設、住宅街などからなっており、2012年に新しい行政区として誕生した。テージョ川河口に沿った地区で、かつては工業用地であった。
万博開催後の1990年代に大規模な街づくりが行われ、商業地区の中心施設として（オリエンテ駅の西側に隣接する）ヴァスコ・ダ・ガマ ショッピングモール（Centro Vasco da Gama）や国際見本市会場（Feira Internacional de Lisboa）などが建てられている。万博当時の施設で残存しているリスボン水族館（Oceanário de Lisboa）は今でも人気の観光地だ。テージョ川沿いには600隻が係留できるパルケ・ダス・ナソンイス マリーナがある。
地区の面積は5.44km2、2013年の人口は21,025人である。

## 主な施設
- ヴァスコ・ダ・ガマ ショッピングモール（Centro Vasco da Gama）
- リスボン国際見本市会場（Feira Internacional de Lisboa） - 万博後の1999年に建てられた
- アルティス・アリーナ - 万博開催時に建てられた20,000人収容の屋内競技場、ホール
- ヴァスコ・ダ・ガマ タワー（Torre Vasco da Gama）- 万博開催時に建てられた高さ145mの観光タワー
- リスボン水族館（Oceanário de Lisboa）- 万博開催時に建てられた。大阪海遊館を設計したPeter Chermayeffの設計による建築物
- Casino Lisboa
- 聖ラファエル塔と聖ガブリエル塔（Torres São Rafael/São Gabriel）- ヴァスコ・ダ・ガマ ショッピングモールの南北に隣接する2棟の高層アパート（高さ110m）

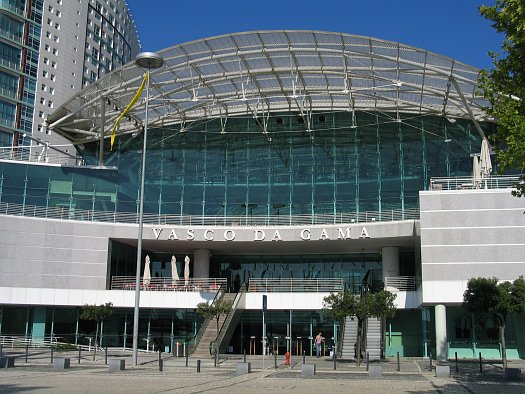
ヴァスコ・ダ・ガマ ショッピングモール
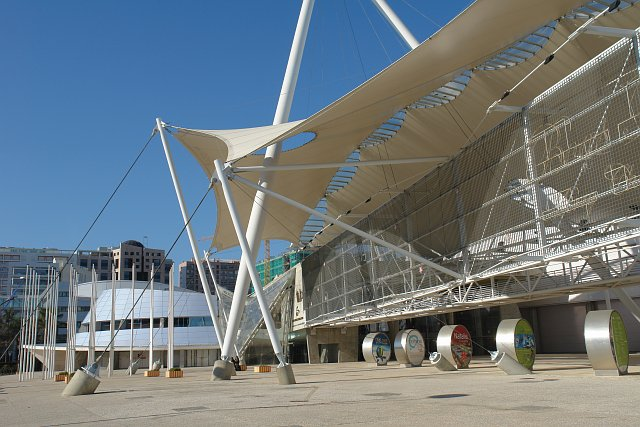
リスボン国際見本市会場
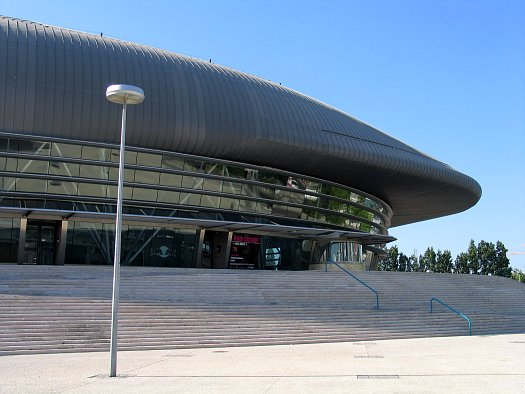
MEO アリーナ
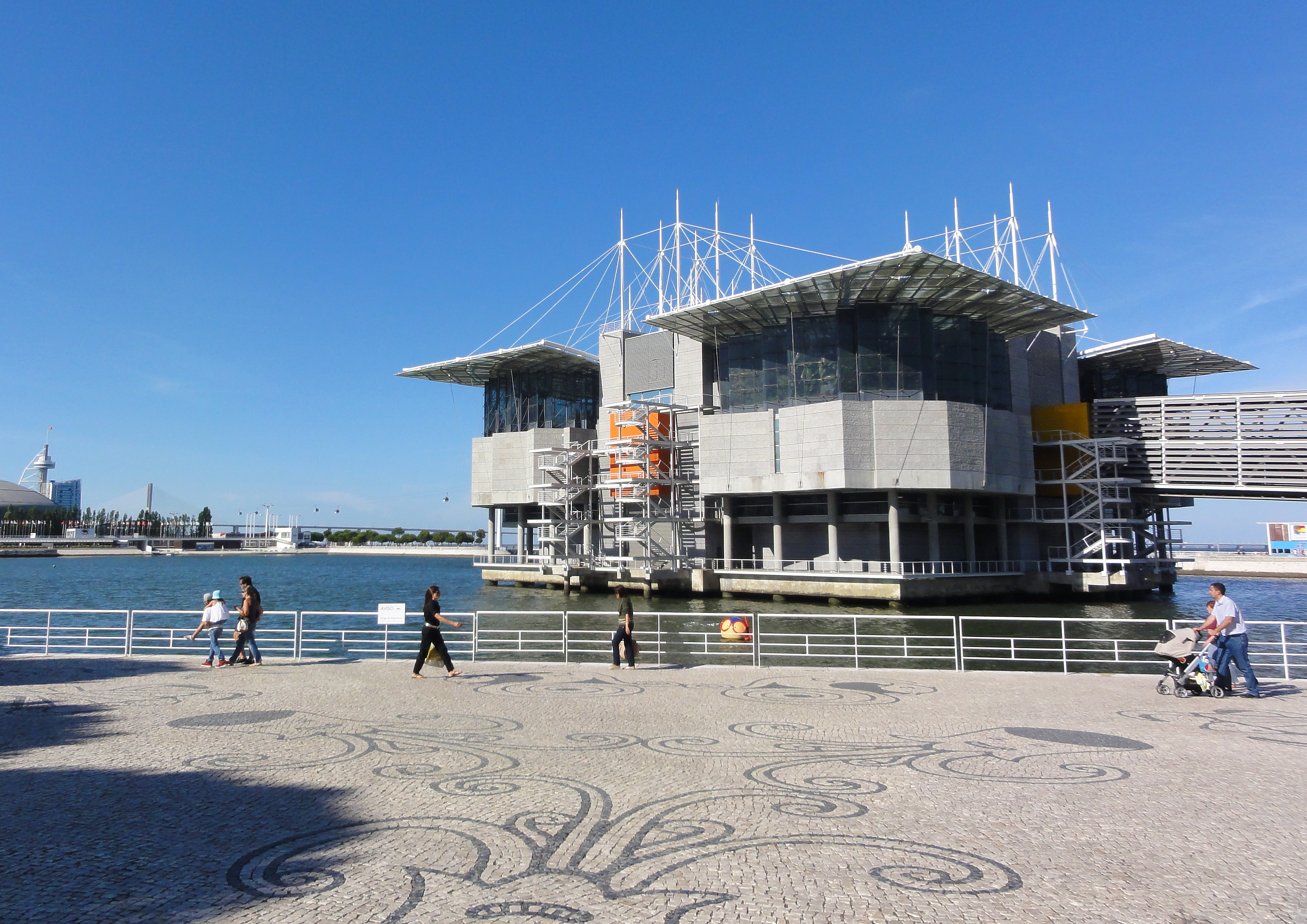
リスボン水族館
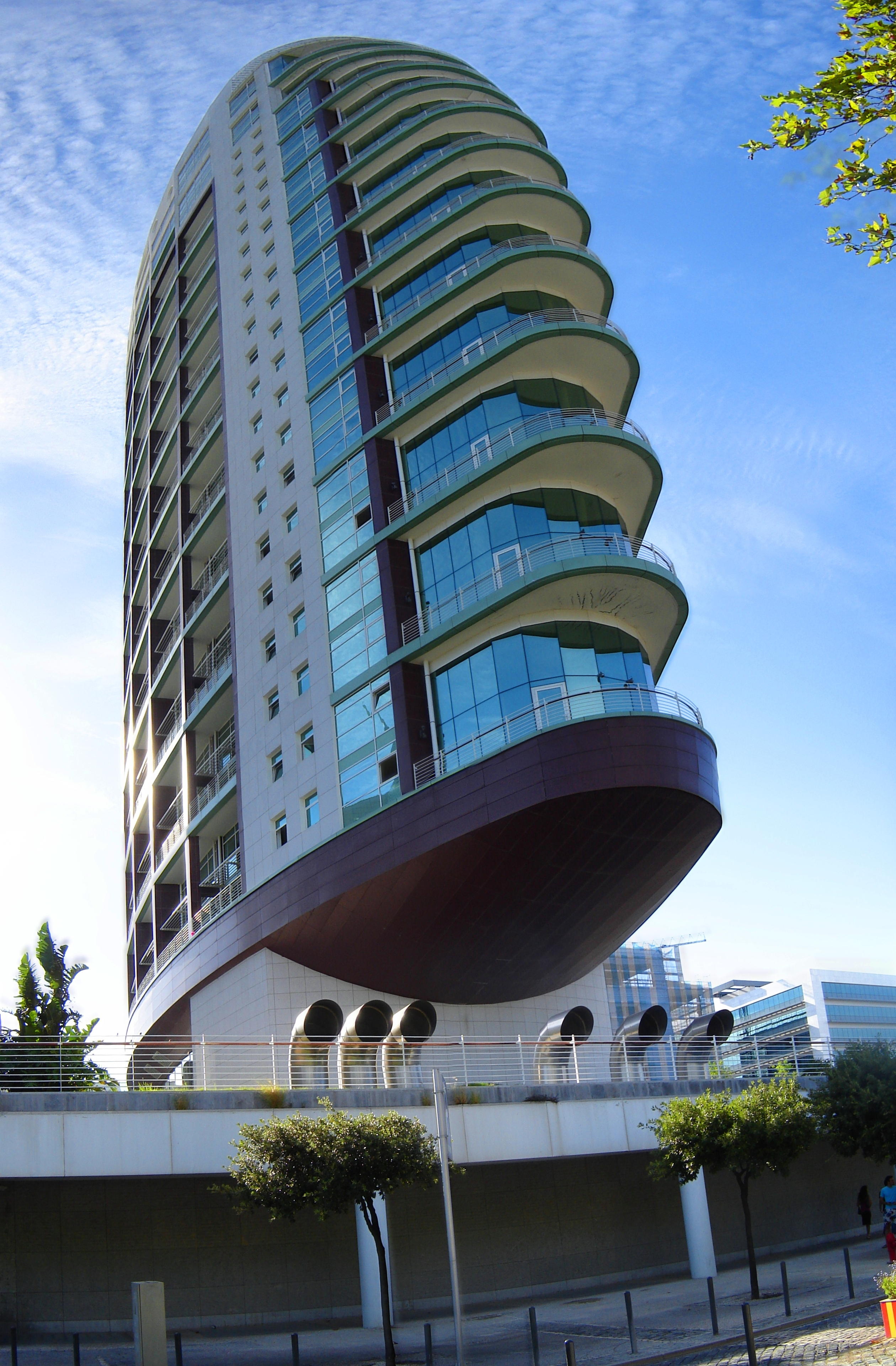
聖ラファエル塔
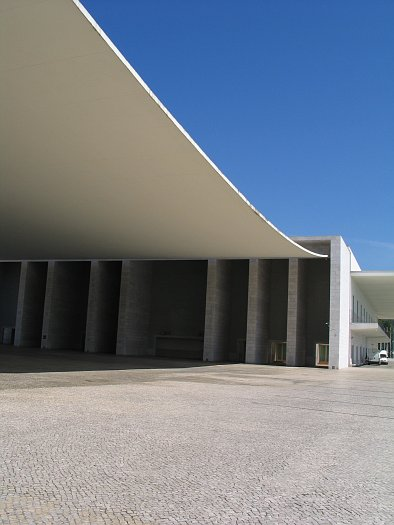
ポルトガル パビリオン

## 交通機関

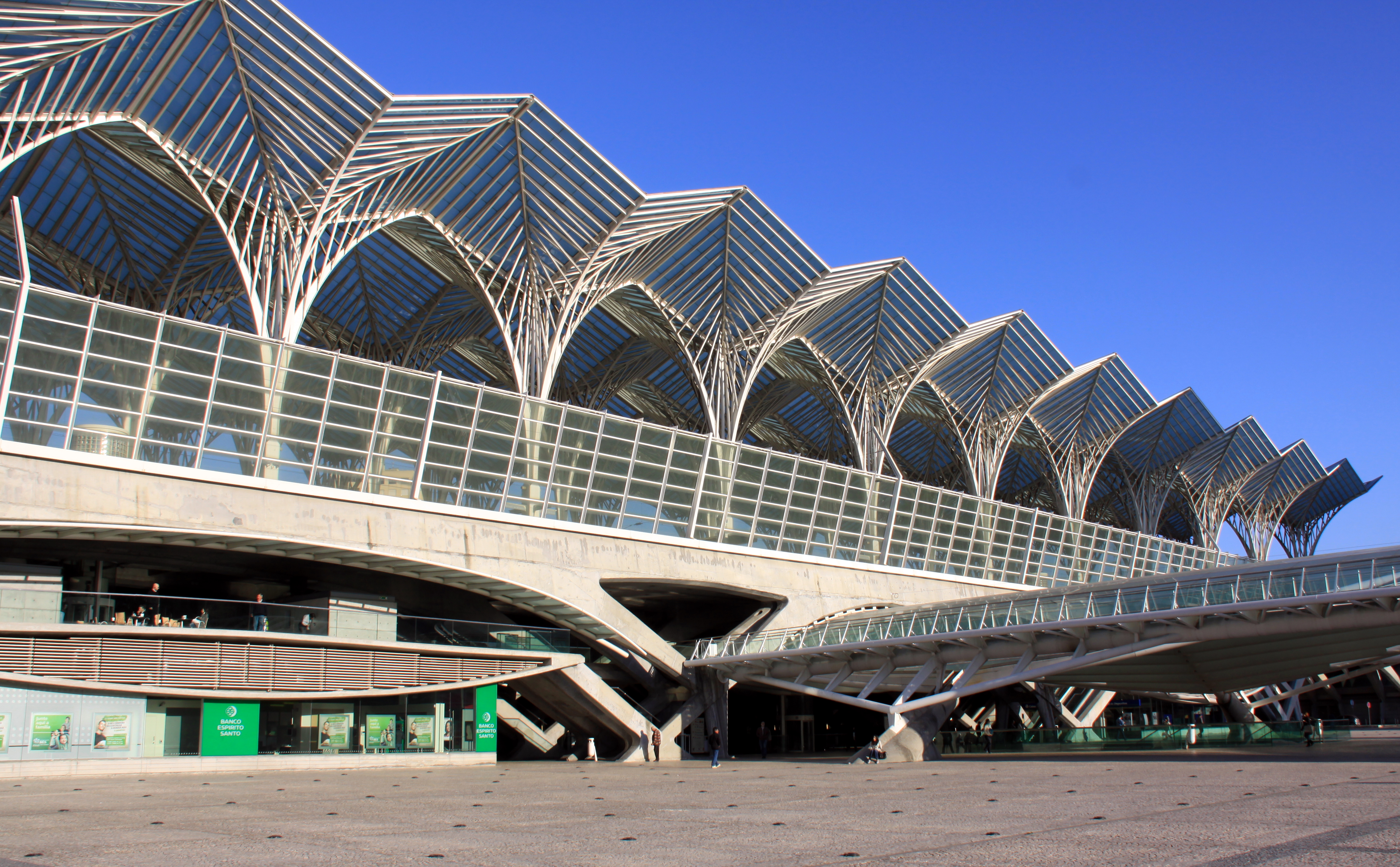
オリエンテ駅

- ポルトガル鉄道 オリエンテ駅
- リスボン地下鉄 赤線 オリエンテ駅
- オリエンテ バスターミナル